# Junaki petega razreda
Junaki petega razreda je slovenski mladinski pustolovski film iz leta 1996 v režiji Borisa Jurjaševiča po scenariju Janje Vidmar. 
Skupina enajstletnih šolarjev se na Bledu zaplete z mednarodno teroristično mrežo, v kateri ruski znanstvenik skuša arabskemu teroristu prodati načrte za izdelavo jedrskega orožja. Kovček z načrti pomotoma vzame skupina šolarjev, zato jih teroristi začnejo neusmiljeno zasledovati, z namenom dobiti načrte nazaj.

## Igralci
- Lena Andrenšek
- Peter Boštjančič
- Bojan Emeršič
- Jernej Korinšek
- Tala Lumbar
- Zvezdana Mlakar
- Vlado Novak
- Sebastjan Šoba
- Ivi Švegovič
- Tanja Ribič